# Чоса
Чоса (рум. Ciosa) — село у повіті Бистриця-Несеуд в Румунії. Входить до складу комуни Тіха-Биргеулуй.
Село розташоване на відстані 328 км на північ від Бухареста, 37 км на північний схід від Бистриці, 116 км на північний схід від Клуж-Напоки.

## Населення
За даними перепису населення 2002 року у селі проживали 238 осіб, усі — румуни. Усі жителі села рідною мовою назвали румунську.